# Xanthorhoe assignaria
Xanthorhoe assignaria là một loài bướm đêm trong họ Geometridae.